# Концерт в миксолидийском ладу
Концерт в миксолидийском ладу (итал. Concerto in modo misolidio), P. 145 — произведение для фортепиано с оркестром, написанное итальянским композитором Отторино Респиги.

## История
Эльза Оливьери-Санджакомо, ученица композитора, а позднее ― его жена, изучала григорианское пение. Быстро распознав мелодический потенциал этой музыки, Респиги попытался обработать её в современном стиле для понимания широкой публики. Он сочинил произведение в короткие сроки летом 1925 года, после чего тут же передал его партитуру издателю. Респиги высоко ценил концерт, полагая, что он будет жить, когда все другие его произведения будут забыты. Также композитор заявлял, что данная пьеса полностью соответствует его пианистическим навыкам.
Премьера концерта состоялась 31 декабря 1925 года в Карнеги-холле под управлением Виллема Менгельберга (партию фортепиано сыграл сам композитор). Также сочинение было исполнено в Консертгебау в Амстердаме 11 ноября 1926 года под управлением Хайнца Хугера и в Риме 10 апреля 1927 года под управлением Бернардино Молинари (солист Карло Цекки). Концерт был переложен композитором для двух фортепиано (P. 145a).

## Структура
Концерт написан для фортепиано соло, 2 флейт, флейты-пикколо, 2 гобоев, английского рожка, 2 кларнетов (in B♭ и in A), 4 валторн (in F), 2 труб (in B♭), 3 тромбонов, тубы, литавр, арфы и струнных. Средняя продолжительность работы составляет около 40 минут. Композиция состоит из трёх частей:
- Moderato ― на мотив «Viri Galilæi»

- Lento ― написана в сложной трёхчастной форме, на мотив «Alleluia»

- Allegro energico ― пассакалья из темы и 18 вариаций, на мотив «Kyrie»